# Sakuji Yoshimura
Sakuji Yoshimura (吉村 作治, Yoshimura Sakuji; Shinjuku ,1 februari 1943) is een Japans egyptoloog.

## Biografie
In 2007 was hij directeur van het Instituut voor Egyptologie aan de Waseda-universiteit te Tokio.
In 2005 ontdekte het team van Yoshimura op de site van Dahashur een onaangeroerd graf met daarin een intacte mummie uit ongeveer 1700 v.Chr. In 2006 was Yoshimura betrokken bij de gezichtsreconstructie van deze mummie.
Yoshimura geniet enorme bekendheid in Japan, en verschijnt regelmatig op televisie. Ook is hij te zien in reclamespots van Hanamaruki, Air Link en Vicks.
- Bibsys: 11035231
- CiNii: DA00432311
- Gemeinsame Normdatei: 133519201
- International Standard Name Identifier: 0000 0001 2277 7847
- Library of Congress Control Number: n82009665
- Bibliotheek van het Japanse parlement: 00097715
- Nationale Bibliotheek van Tsjechië: xx0197207
- Nederlandse Thesaurus van Auteursnamen: 073434213
- Système universitaire de documentation: 091251591
- Virtual International Authority File: 28408288
- WorldCat: E39PBJxGV9JtWK6j7Jm8kDt7pP